# Докс Български
Докс е български аристократ от IX век. Споменат е в летописна бележка към „Чивидалското евангелие“, като един от братята на княз Борис I. Въз основа на това се заключава, че е син на кан Персиян. В „Проглас“ към „Небеса“ Йоан Екзарх разказва, че бил подтикнат към превода на съчинението от „честният човек Дукс черноризец“. Изказано е предположение (Васил Златарски), че Докс и Дукс са едно и също лице. Запазена е и приписка от български превод на „Слова против арианите“ на Атанасий Александрийски, направен от „Тудор, черноризец Доксов“. Изхождайки от нея, се предполага, че Тудор е син на Докс, като се приема, че става дума за Докс, братът на княз Борис I. Според друга хипотеза Тудор е черноризец (монах) на Докс, който е бил игумен на някой от големите български манастири, навярно този около Голямата базилика в Плиска. Ако всички тези догадки се обединят, би могло да се заключи, че братът на княз Борис I е бил игумен на Плисковския манастир и следователно един от дейците на Преславската книжовна школа. Като косвени данни за това се посочва голямото уважение, с което се отнася към Докс самият Йоан Екзарх, който лично отива да го посети и приема от него съвети и поучения, свидетелство за високото положение на черноризеца. Известна е и традицията от епохата знатни лица, навършили определена възраст, да се замонашват (Борис I, Мостич, Петър I). Не е изключено Докс да е бил един от тях. Преки доказателства за тази хипотеза все пак не съществуват.